# Rhamphobrachium cristobalensis
Rhamphobrachium cristobalensis är en ringmaskart som beskrevs av Fauchald 1968. Rhamphobrachium cristobalensis ingår i släktet Rhamphobrachium och familjen Onuphidae. Inga underarter finns listade i Catalogue of Life.